# Bérénice Marlohe

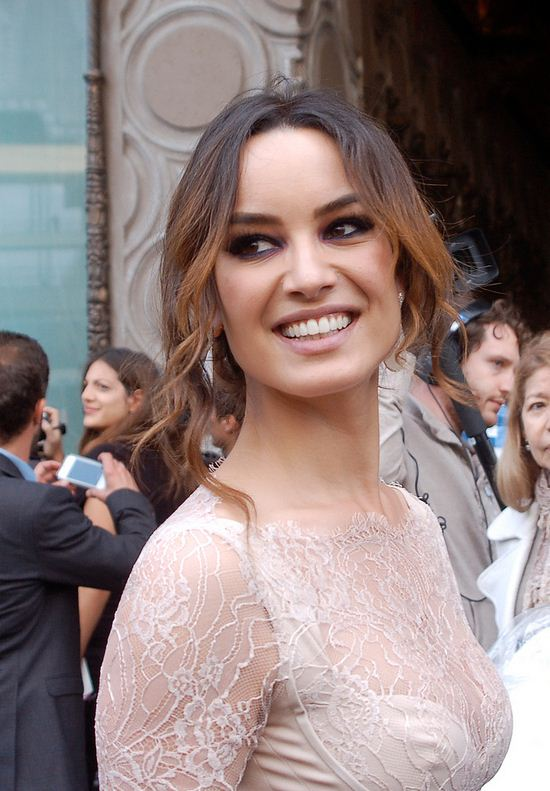
Berenice Marlohe (2012)

Bérénice Marlohe (ur. 19 maja 1979 w Paryżu) – francuska aktorka.
Marlohe zagrała dziewczynę Bonda, Sévérine, w Skyfall, 23. filmie o Jamesie Bondzie.
Jest również ambasadorką marki zegarków Omega.

## Kariera
Matka Marlohe, nauczycielka, jest Francuzką, a ojciec, lekarz, pochodzi z Kambodży i jest w połowie Chińczykiem. 
Studiowała 10 lat na prestiżowej uczelni Conservatoire de Paris. Miała kłopoty ze zdobyciem pracy we Francji; grywała bardzo małe role. Uwagę francuskich widzów zwróciła dopiero udziałem w reklamie samochodu Dacia Duster. Jednak to rola u boku Daniela Craiga przyniosła jej największą sławę.
Mówi biegle po francusku, angielsku, hiszpańsku i arabsku.

## Filmografia
| Rok  | Tytuł                           | Rola                | Reżyser         |
| ---- | ------------------------------- | ------------------- | --------------- |
| 2007 | La discordance                  | Młoda kobieta       |                 |
| 2011 | L'Art de séduire                | Sportsmenka         |                 |
| 2012 | Un bonheur n'arrive jamais seul | Dziewczyna Laurenta | James Huth      |
| 2012 | Skyfall                         | Sévérine            | Sam Mendes      |
| 2015 | 5 to 7                          | Arielle             | Victor Levin    |
| 2016 | Redivider                       | Abby                | Tim Smit        |
| 2017 | Song to Song                    | Zoey                | Terrence Malick |
| 2017 | Revolt                          | Nadia               | Joe Miale       |
| 2017 | Kill Switch                     | Abby                | Tim Smit        |
| 2019 | Dolina Bogów                    | Karen Kitson        | Lech Majewski   |

| Rok        | Tytuł                      | Rola                                    | Uwagi              |
| ---------- | -------------------------- | --------------------------------------- | ------------------ |
| 2008       | Section de recherches      | Isabelle Marnay                         | 1 odc.             |
| 2008       | Femmes de loi              | Barmanka                                | 1 odc.             |
| 2008       | Pas de secrets entre nous  | Ingrid                                  | 1 odc.             |
| 2009       | Père et maire              | Caroline Pylet                          | 1 odc.             |
| 2009       | Le temps est à l'orage     | Alicia                                  | film TV            |
| 2009, 2012 | R.I.S. Police scientifique | Femme bijouterie / Eglantine du Meunier | 2 odc.             |
| 2010       | Équipe médicale d'urgence  | Alexia                                  | 6 odc.             |
| 2010       | Le Pigeon                  | Hôtesse golf                            | film TV            |
| 2015       | The Spoils Before Dying    | Beatrice                                | miniserial; 6 odc. |
| 2017       | Twin Peaks                 | Francuzka                               | 1 odc.             |